# Зоти
Зоти (груз. ზოტი) — село (груз. сопели) в Грузии. Находится в Чохатаурском муниципалитете края Гурия, на высоте 820 метров над уровня моря, в долине реки Губазеули, левого притока Супсы. Жители села Зоти в основном аджарцы, которое в 1877—1878 годах во время русско-турецкой войны переселились из верхней Аджарии (община Горджоми).
Население села по переписи 2014 года составляет 893 человека, из них все грузины (аджарцы).